# Gueorgui Vitsin
Gueorgui Mikhàilovitx Vitsin (en rus: Гео́ргий Миха́йлович Ви́цин; 18 d'abril (5 d'abril segons el calendari julià) de 1917, Terioki – 22 d'octubre de 2001, Moscou) fou un actor soviètic i rus de cinema i teatre molt popular. Va ser especialment conegut pels seus papers a les comèdies L'operació "I" i altres aventures de Xúrik i La captiva del Caucas, o Les noves aventures de Xúrik del famós director soviètic Leonid Gaidai. Altres pel·lícules on va tenir papers destacats són: Els cavallers de la fortuna, La boda de Balzamínov, Els homes pràctics, La dotzena nit, etc. Va ser guardonat amb el títol d'Artista del Poble de l'URSS el 1990.

## Biografia
Gueorgui Vitsin va néixer el 18 d'abril (5 d'abril segons el calendari julià) de 1917 al poble de Terioki (ara Zelenogorsk, part de Sant Petersburg). El seu pare, Mikhaïl Iegórovitx, era originari del petit poble de Nebiloie, gubèrnia de Vladímir, i la seva mare, Maria Matvéievna, era de Penza.
Va tenir una llarga carrera com a actor i va continuar actuant fins a prop del final de la seva vida. Va aparèixer en desenes de pel·lícules que li van donar gran fama a tota l'URSS. Personatges modestos i simpàtics interpretats per Vitsin van evocar sentiments cordials dels milions d'espectadors. També va protagonitzar pel·lícules detectives, històriques i líriques.
Les seves primeres actuacions cinematogràfiques daten dels anys 1940. Va guanyar popularitat nacional a l'antiga Unió Soviètica gràcies a les seves actuacions en una sèrie de comèdies dels anys 1960 de Leonid Gaidai, que inclou: El gos Barbós i la cursa insòlita (1961), Els fabricants d'aiguardent casolà (1961), L'operació "I" i altres aventures de Xúrik (1965) i La captiva del Caucas, o Les noves aventures de Xúrik (1966). En aquestes pel·lícules Vitsin va interpretar el paper del Covard (en rus: Трус, Trus), part d'un famós trio de lladregots simpàtics, juntament amb Iuri Nikulin (el Totxo, en rus: Балбес, Balbés) i Ievgueni Morgunov (l'Experimentat, en rus: Бывалый, Bivali). Les últimes dues pel·lícules es van convertir en uns dels líders de la taquilla soviètica de tots els temps. També es destaca el seu paper del lladre de cases còmic l'Esquerp (en rus: Хмырь, Khmir) a la comèdia icònica Els cavallers de la fortuna (1971) d'Aleksandr Seri, un altre líder de la taquilla soviètica.
El 1990, va ser guardonat amb el títol artístic més gran de l'època soviètica, el de l'Artista del Poble de l'URSS.
Tot i la multitud dels seus personatges, molts creuen que el seu talent mereixia molt més. Els seus companys Nikulin i Morgunov van dir: "Vitsin és molt talentós i nosaltres dos no li arribem a la sola de les sabates".
Segons el famós director de cinema Nikita Mikhalkov, guanyador de l'Oscar, Vitsin "va ser una d'aquelles persones i actors especials que, quan els coneixes per primera vegada, et fan sentir de seguida com si coneguessin sobre tu tant com tu coneixes sobre ells". Segons el mateix Mikhalkov, Vitsin era especial també pel fet que la seva popularitat no li van afectar la personalitat. Era tant modest que en els últims anys de la vida, quan la seva situació financera era molt precària, mai no va demanar ajuda. Uns mitjans russos van al·legar que Vitsin va caure en l'alcoholisme i la vagabunderia, però aquestes informacions eren falses.
Durant els darrers set anys de la seva vida, Vitsin no va actuar en pel·lícules i va aparèixer només en els concerts còmics del Teatre estatal de l'actor de cinema de Moscou.
Va morir el 22 d'octubre de 2001, a les 16h 30min. Va ser enterrat al cementiri de Vagànkovo de Moscou.
El 2008, a Zelenogorsk, es va inaugurar un monument a Gueorgui Vitsin, amb motiu del 460è aniversari del poble i del 90è aniversari de l'actor.

## Filmografia
| Any       | Títol en català (traducció literal)                     | Títol original                                         | Paper                                                           |
| 1944      | Ivan el Terrible                                        | Иван Грозный                                           | oprítxnik (no apareix als crèdits)                              |
| 1945      | Bon dia, Moscou!                                        | Здравствуй, Москва!                                    | ferroviari                                                      |
| 1946      | Glinka                                                  | Глинка                                                 | espectador (no apareix als crèdits)                             |
| 1951      | Belinski                                                | Белинский                                              | Nikolai Gogol                                                   |
| 1952      | El compositor Glinka                                    | Композитор Глинка                                      | Nikolai Gogol                                                   |
| 1954      | El jugador de reserva                                   | Запасной игрок                                         | Vàssia Vesnuixkin                                               |
| 1954      | Em sembla que us conec                                  | Мы с вами где-то встречались                           | client de l'hostal (no apareix als credits)                     |
| 1955      | El mexicà                                               | Мексиканец                                             | Bill Carty                                                      |
| 1955      | Maksim Perepelitsa                                      | Максим Перепелица                                      | avi Mussi                                                       |
| 1955      | La dotzena nit                                          | Двенадцатая ночь                                       | sir Andrew                                                      |
| 1956      | Ella us estima!                                         | Она вас любит!                                         | Konstantín Petróvitx Kanareikin                                 |
| 1956      | El poeta                                                | Поэт                                                   | organitzador de la vetllada de poesia                           |
| 1956      | L'assassinat al carrer Dante                            | Убийство на улице Данте                                | Pitou                                                           |
| 1957      | El lluitador i el pallasso                              | Борец и клоун                                          | Enrico                                                          |
| 1957      | El Quixot                                               | Дон Кихот                                              | Samson Carrasco                                                 |
| 1957      | La nova atracció                                        | Новый аттракцион                                       | Semion Ilitx, administrador del circ                            |
| 1958      | El remolí de la vida                                    | Коловращение жизни                                     | perruquer (no apareix als crèdits)                              |
| 1958      | Els pares i els fills                                   | Отцы и дети                                            | Sítnikov                                                        |
| 1958      | El nuvi del més enllà                                   | Жених с того света                                     | Fíkussov                                                        |
| 1958      | La noia amb guitarra                                    | Девушка с гитарой                                      | comprador                                                       |
| 1958      | El "miracler" de Biruliovo                              | «Чудотворец» из Бирюлёва                               | borratxo                                                        |
| 1959      | Vassili Súrikov                                         | Василий Суриков                                        | Ilià Repin                                                      |
| 1959      | Vaig ser un satèl·lit del Sol                           | Я был спутником Солнца                                 | científic                                                       |
| 1959      | Com Ivan Ivànovitx es va barallar amb Ivan Nikíforovitx | Как поссорился Иван Иванович с Иваном Никифоровичем    | Nikolai Gógol                                                   |
| 1960      | La fi de la vella Beriózovka                            | Конец старой Берёзовки                                 | professor de geometria                                          |
| 1960      | La venjança                                             | Месть                                                  | Fiódor Fiódorovitx Degtiàrov                                    |
| 1961      | Els domadors                                            | Дрессировщики                                          | avi                                                             |
| 1961      | El gos Barbós i la cursa insòlita                       | Пёс Барбос и необычный кросс                           | el Covard                                                       |
| 1961      | Els fabricants d'aiguardent casolà                      | Самогонщики                                            | el Covard                                                       |
| 1961      | L'artista de Kokhànovka                                 | Артист из Кохановки                                    | avi Kuzmà                                                       |
| 1962      | Com neixen els brindis                                  | Как рождаются тосты                                    | comptable Pliusx                                                |
| 1962      | El camí cap a l'amarrador                               | Путь к причалу                                         | Velikankin                                                      |
| 1962      | Els homes pràctics                                      | Деловые люди                                           | Sam                                                             |
| 1962      | Només estàtues no parlen                                | Молчат только статуи                                   | Jacques Mellier                                                 |
| 1963      | Les històries breves                                    | Короткие истории                                       | marit                                                           |
| 1963      | Caín XVIII                                              | Каин XVIII                                             | botxí Conrad                                                    |
| 1963      | La mareta i els dos ganduls                             | Мамочка и два трутня                                   | client de la cantina                                            |
| 1963      | El primer troleibús                                     | Первый троллейбус                                      | borratxo                                                        |
| 1963      | L'ocell sec                                             | Слепая птица                                           | passatger del tren                                              |
| 1964      | Una fantasia de varietats                               | Эстрадная фантазия                                     | nom del personatge no és mencionat                              |
| 1964      | La boda de Balzamínov                                   | Женитьба Бальзаминова                                  | Mixa Balzamínov                                                 |
| 1964      | Zàitxik                                                 | Зайчик                                                 | Fiódor Mikhàilovitx, assistent del director d'escena            |
| 1964      | El conte del temps perdut                               | Сказка о потерянном времени                            | mag dolent Andrei Andréievitx                                   |
| 1964      | Què és la teoria de la relativitat?                     | Что такое теория относительности?                      | cameo                                                           |
| 1964      | Les feines de primavera                                 | Весенние хлопоты                                       | oncle Púdia                                                     |
| 1965      | Això també passa                                        | Бывает и так                                           | Nazlíev                                                         |
| 1965      | A la primera hora                                       | В первый час                                           | violinista                                                      |
| 1965      | Doneu-me el llibre de queixes                           | Дайте жалобную книгу                                   | venedor                                                         |
| 1965      | El calendari d'Any Nou                                  | Новогодний календарь                                   | el germanet Agost                                               |
| 1965      | L'operació "I" i altres aventures de Xúrik              | Операция «Ы» и другие приключения Шурика               | el Covard                                                       |
| 1965      | El camí cap al mar                                      | Дорога к морю                                          | Aleksandr Teréntievitx, cap de brigada                          |
| 1966      | La col·lecció de Kapa                                   | Коллекция Капы                                         | Granatkin                                                       |
| 1966      | El vermell, el blau, el verd                            | Красное, синее, зелёное                                | director del museu                                              |
| 1966      | Qui va inventar la roda?                                | Кто придумал колесо?                                   | oncle Kólia                                                     |
| 1966      | Els contes del bosc rus                                 | Сказки русского леса                                   | el Covard                                                       |
| 1966      | La formula de l'arc de Sant Martí                       | Формула радуги                                         | director de la fàbrica de joguines                              |
| 1966      | La captiva del Caucas, o Les noves aventures de Xúrik   | Кавказская пленница, или Новые приключения Шурика      | el Covard                                                       |
| 1966      | El ble, núm. 47 "Els cavallets"                         | Фитиль, №47 «Карусель»                                 | Goixa, client del restaurant                                    |
| 1967      | Salveu l'home que s'enfonsa                             | Спасите утопающего                                     | major de policia / home vell amb el barret de Panamà            |
| 1967      | El dia de Tàtiana                                       | Татьянин день                                          | l'home que va proposar el nou calendari                         |
| 1968      | El corrent del Golf                                     | Гольфстрим                                             | pare d'Ígor                                                     |
| 1968      | Els set vells i una noia                                | Семь стариков и одна девушка                           | lladre (el Covard)                                              |
| 1968–1981 | La taverna "Les tretze cadires"                         | Кабачок «13 стульев»                                   | senyor Tsipa, el crític                                         |
| 1968      | Un conte molt vell                                      | Старая, старая сказка                                  | mag bo                                                          |
| 1968      | A les tretze del matí                                   | В тринадцатом часу ночи                                | el Vodianoi (geni de les aigües)                                |
| 1969      | Ahir, avui i sempre                                     | Вчера, сегодня и всегда                                | tia Berry                                                       |
| 1969      | El segrest                                              | Похищение                                              | cameo                                                           |
| 1970      | Un pas des de la teulada                                | Шаг с крыши                                            | l'anglès                                                        |
| 1970      | Com buscàvem Tixka                                      | Как мы искали Тишку                                    | sotsoficial de policia Stepànov                                 |
| 1970      | El tutor                                                | Опекун                                                 | alcohòlic Tebenkov                                              |
| 1971      | El conte de primavera                                   | Весенняя сказка                                        | tsar Berendei                                                   |
| 1971      | Les dotze cadires                                       | 12 стульев                                             | electricista Métxnikov                                          |
| 1971      | Hi haurà cap incendi!                                   | Пожара не будет!                                       | xofer Piotr                                                     |
| 1971      | L'ombra                                                 | Тень                                                   | doctor                                                          |
| 1971      | L'enemic mortal                                         | Смертный враг                                          | Iegor                                                           |
| 1971      | Els cavallers de la fortuna                             | Джентльмены удачи                                      | el Khmir (Gavrila Petróvitx Xeremétiev)                         |
| 1972      | El capità del tabac                                     | Табачный капитан                                       | cuiner Muton                                                    |
| 1972      | Els nois a gran escala                                  | Масштабные ребята                                      | cap de construcció Afanàssiev                                   |
| 1972      | El ble, núm. 121 "La compra"                            | Фитиль, №121 «Покупка»                                 | comprador                                                       |
| 1973      | Cipollino                                               | Чиполлино                                              | lletrat el Pèsol (Goróixek)                                     |
| 1973      | Estimàveu alguna vegada?                                | А вы любили когда-нибудь?                              | mare de Nina Dmítrievna / Iàkov Ivànovitx Nikolski, pare d'Ólia |
| 1973      | La terra de Sànnikov                                    | Земля Санникова                                        | Ignati                                                          |
| 1973      | El meu destí                                            | Моя судьба                                             | borratxo                                                        |
| 1973      | El mentider compulsiu                                   | Неисправимый лгун                                      | perruquer Aleksei Ivànovitx Tiutiurin                           |
| 1974      | Un noi car                                              | Дорогой мальчик                                        | senyor Mackintosh                                               |
| 1974      | La rapsòdia del nord                                    | Северная рапсодия                                      | venedor Kuzmà Petróvitx                                         |
| 1974      | El tsarèvitx Proixa                                     | Царевич Проша                                          | rei Katorz IX                                                   |
| 1974      | El ble, núm. 147 "Troba't a tu mateix"                  | Фитиль, № 147 «Найди себя»                             | client de l'estudi fotogràfic                                   |
| 1974      | El cotxe, el violí i el gos Kliaksa                     | Автомобиль, скрипка и собака Клякса                    | músic amb el banjo / la guitarra                                |
| 1974      | El meu petit "Jigulí"                                   | Мой «жигулёнок»                                        | oncle Jénia                                                     |
| 1974      | La gran atracció                                        | Большой аттракцион                                     | director de televisió Galkin                                    |
| 1975      | Fínist el Brillant Falcó                                | Финист – Ясный Сокол                                   | Agafon                                                          |
| 1975      | Un pas a l'encontre                                     | Шаг навстречу                                          | home a la cantina                                               |
| 1975      | No pot ser!                                             | Не может быть!                                         | pare de la núvia                                                |
| 1975      | Les bombolles                                           | Пузырьки                                               | xofer del "Zaporójets"                                          |
| 1975      | Hola!                                                   | Ау-у!                                                  | etnògraf                                                        |
| 1975      | On estàs, Arina Rodiónovna?                             | Где ты, Арина Родионовна?                              | Rodiónitx                                                       |
| 1976      | El pastor Ianka                                         | Пастух Янка                                            | príncep Kukimor                                                 |
| 1976      | Un somni alegre, o Rises i llàgrimes                    | Весёлое сновидение, или Смех и слёзы                   | ministre Krivel·lo                                              |
| 1976      | Durant les campanades                                   | Пока бьют часы                                         | avi de Maixa / el Gran Jardiner                                 |
| 1976      | The Blue Bird (L'ocell blau)                            | Синяя птица                                            | Sugar/Sàkhar (el Sucre)                                         |
| 1976      | Les dotze cadires                                       | 12 стульев                                             | fabricant de taüts Bezentxuk                                    |
| 1976      | El sol, una altra vegada el sol                         | Солнце, снова солнце                                   | home vell                                                       |
| 1976      | Ieralaix, episodi "Un moment magnífic"                  | Ералаш, сюжет «Чудное мгновенье»                       | Nikolai Gógol                                                   |
| 1977      | Aquests músics increïbles, o Els nous somnis de Xúrik   | Эти невероятные музыканты, или Новые сновидения Шурика | cameo                                                           |
| 1978      | Una història amb el linotipista                         | История с метранпажем                                  | Kaloixin Semíon Nikolàievitx, administrador de l'hotel          |
| 1980      | Buscant llumins                                         | За спичками                                            | sastre Tahvo Kennonen                                           |
| 1980      | Una comèdia dels dies remots                            | Комедия давно минувших дней                            | el Covard                                                       |
| 1981      | Mans enlaire!                                           | Руки вверх!                                            | agent IKh-000, àlies Fondi-Mondi-Dundi-Pek                      |
| 1985      | Les rivals                                              | Соперницы                                              | avi Ivan Stepànovitx                                            |
| 1985      | Perillós per la vida!                                   | Опасно для жизни!                                      | Aleksandr Petróvitx Txókolov                                    |
| 1986      | El viatge del senyor Kliaksa                            | Путешествие пана Кляксы                                | rei Apol·linari Bai                                             |
| 1992      | El tret en el taüt                                      | Выстрел в гробу                                        | coronel Zakusniak                                               |
| 1992      | Senyors artistes                                        | Господа артисты                                        | perruquer Nil Pàlitx                                            |
| 1993      | Els nois valents                                        | Бравые парни                                           | major Griboiédov                                                |
| 1994      | Unes històries d'amor                                   | Несколько любовных историй                             | apotecari Fornari                                               |
| 1994      | Hagui-Tràgguer                                          | Хаги-Траггер                                           | fabricant de ninots Guénrikh Iànovitx                           |